# Zernitz-Lohm
Zernitz-Lohm là một đô thị thuộc huyện Ostprignitz-Ruppin, bang Brandenburg, Đức. Đô thị Zernitz-Lohm có diện tích 36,97 km², dân số thời điểm 31 tháng 12 năm 2006 là 976 người.